# 二年生植物

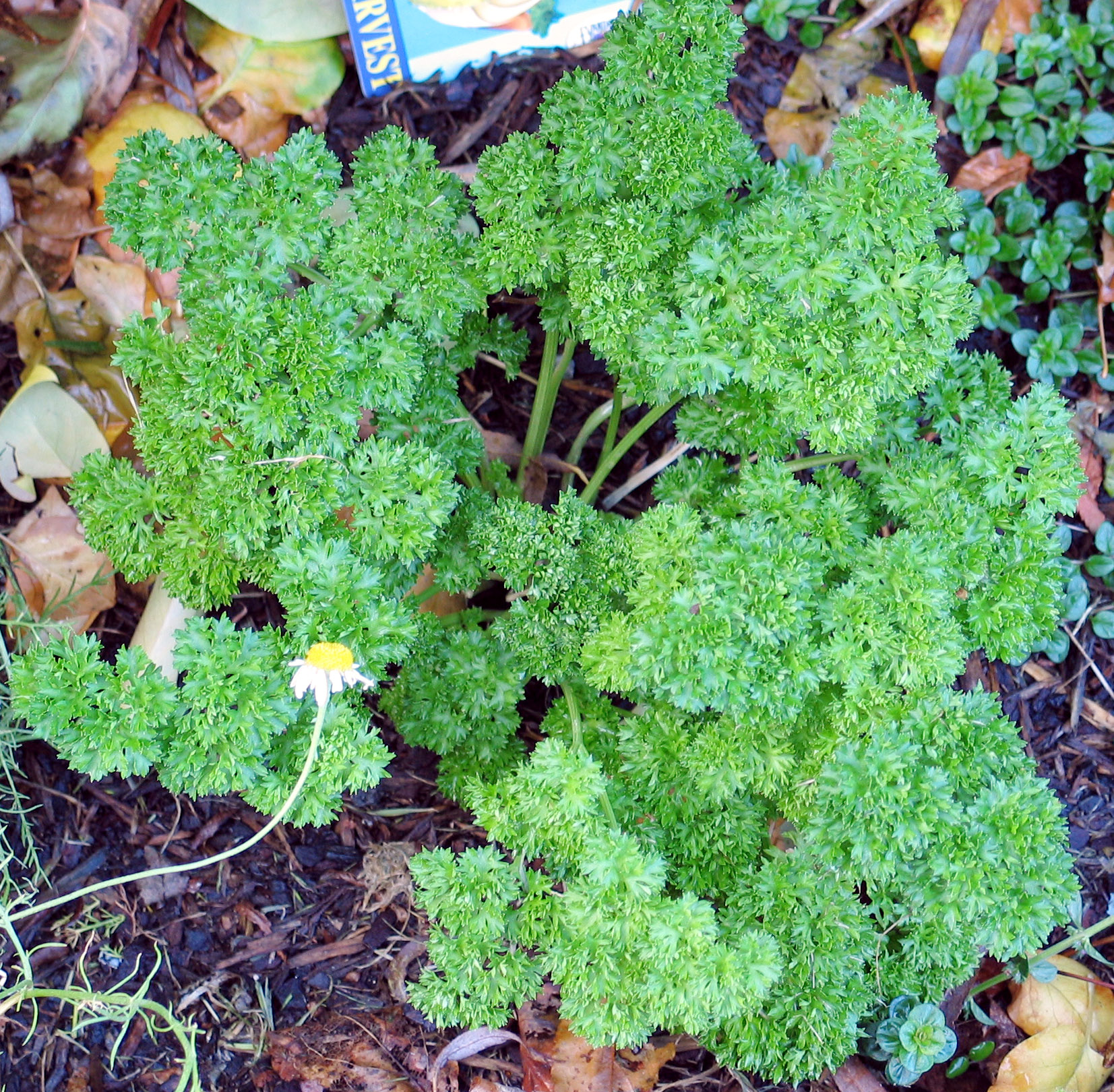
二年生植物のパセリ

二年生植物（にねんせいしょくぶつ、biennial plant）は、1回の生活環を完了するのに2年を要する植物のことである。二年草、二年生草本、とも言う。一年生植物や多年生植物などに比べて、二年生植物となるものは非常に少ない。

## 概要
二年生植物は、1年目には茎や葉、根などの栄養器官を形成して、そのまま休眠して越冬する。そして2年目の春、あるいは夏に開花し、種子を生産して枯れ、生活環を終える。多くの二年生植物は、1年目には茎が短く、葉はロゼット状になっているが、2年目には茎が伸長し、薹（とう）が立つ。また二年生植物の開花には、通常春化（一度低温期間を経験すること）が必要となる。ただし、厳しい気候条件下では、二年生植物の生活環は非常に短期間（3-4ヶ月）で終わることも多い。そのため地域によっては、二年生植物が一年生植物のように生育していることもある。
園芸や農業の分野においては、ある植物が一年生、二年生、あるいは多年生のどの生活環をとるかは、生育環境や栽培目的などによって異なってくる。例えば二年生植物から種子あるいは果実を収穫したい場合は二年間生育させるが、食用となる葉や根を収穫する際には、本来二年生植物であっても一年間だけ生育させて収穫することになる（つまり一年で生活環を終える）。後者の例としては、テンサイやキャベツ、レタス、パセリ、ニンジンなどがある。 また栽培する際の条件が悪いと、本来二年生となる植物が1年で生活環を終える（越冬できない）などといった場合もあり、逆に生育環境が良好であった場合には、本来一年生であった植物が、二年生あるいは多年生のような生活環をとることもある。

## 二年生植物の例

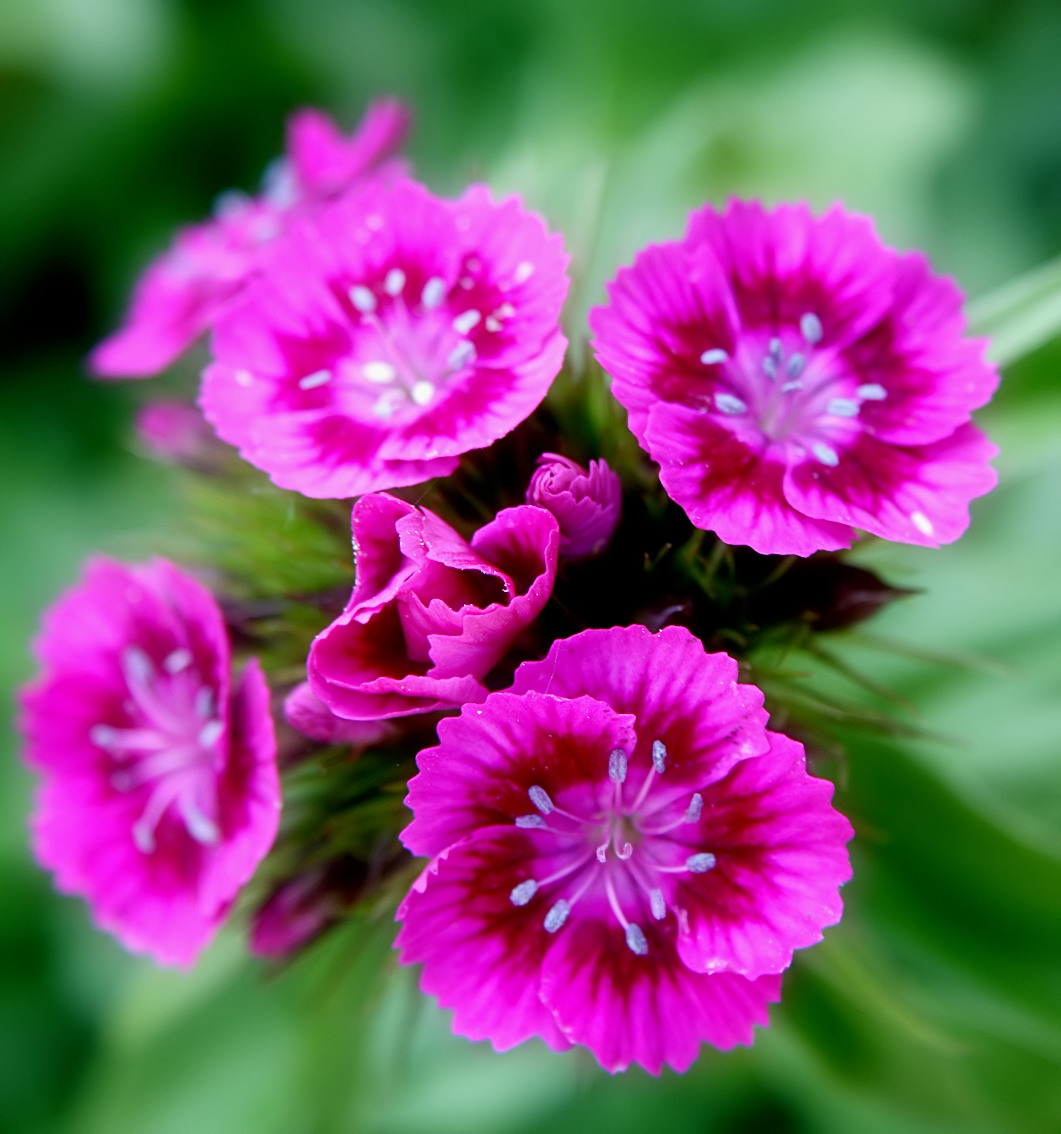
アメリカナデシコも二年生植物である。

- 麦
- パセリ
- テンサイ
- フダンソウ
- マリアアザミ
- アメリカナデシコ
- キツネノテブクロ
- フウセンカズラ